# 1954 en philosophie
Chronologie de la philosophie
- 1950
- 1951
- 1952
- 1953
- 1954
- 1955
- 1956
- 1957
- 1958

L’année 1954 a été marquée, en philosophie, par les événements suivants :

## Publications
- Ernst Bloch, Le Principe espérance (1954)

## Naissances
- 7 mai : Heinzpeter Hempelmann (de)
- 8 mai : Kwame Anthony Appiah
- 22 juillet : Alan Saunders (en) (-2012)
- 28 novembre : Julian Nida-Rümelin

## Décès
- 6 juin : Josef Bohatec (de) (1876-)
- 7 juin : Alan Turing (1912-)
- 9 juin : Alain LeRoy Locke (1885-)
- 19 juin : Hugo Dingler (en) (1881-)
- 21 décembre : Ivan Iline (1883-)
- 28 décembre : Wincenty Lutosławski (1863-)